# Sandra Barneda
Sandra Barneda (ur. 4 października 1975 w Barcelonie) – hiszpańska dziennikarka, prezenterka telewizyjna, aktorka i pisarka.

## Życiorys
Sandra Barneda uzyskała licencjat z dziennikarstwa na Wydziale Nauk Informacyjnych Uniwersytetu Autonomicznego w Barcelonie. Jest również absolwentką Szkoły Teatralnej w Barcelonie.
Pracowała w Catalunya Ràdio, COM Ràdio, RNE4, TVE Cataluña, Antena 3, Telemadrid, 8TV, TV3, La 2 i Telecinco. Pisała dla El Periódico de Catalunya, Elle i Zero.
W 2001 dołączyła do obsady sztuki Aprobado en castidad. Wystąpiła w serialach telewizyjnych, takich jak Al salir de clase i Javier ya no vive solo.
4 maja 2009 zadebiutowała w De buena ley w Telecinco, kontrowersyjnym programie, w którym aktorzy odtwarzali sprawy sądowe bez informowania widzów, że są to odgrywane sceny. Krótko prowadziła program. Na początku 2012 została współprowadzącą debaty El gran. W programie pracowała do sierpnia 2013. Latem 2013, 2014 i 2015 współprowadziła El programa del verano. Od kwietnia 2014 do sierpnia 2016 współprowadziła wieczorny program Telecinco Hable con ellas. Od października 2014 do czerwca 2015 prezentowała w sobotnie wieczory nowy program Un tiempo nuevo. Od września 2015 do marca 2016 prezentowała program Trencadís w 8TV. W styczniu 2016 zaczęła prowadzić reality show Telecinco Gran Hermano VIP. W latach 2016–2018 prowadziła segment debat w programie Survivor Spain.
W 2013 opublikowała swoją pierwszą powieść Reir al viento, a w tym samym roku drugą książkę Como construir una superheroína. W 2014 ukazała się jej powieść La tierra de las mujeres. Potem wydała jeszcze Hablarán de nosotras (2016) i Las hijas del agua (2018).

## Życie prywatne
W grudniu 2014 Sandra Barneda podała informację, że jest w związku z kobietą. W wywiadzie z 2016 mówiła o tym, że wcześniej mieszkała z prezenterką Tànią Sàrrias, choć zaprzeczyła plotkom, że były małżeństwem. W Dzień Widoczności Lesbijek w kwietniu 2019 wraz z partnerką Nagore Robles (która brała udział w Gran Hermano VIP) zamieściła zdjęcia, na których się całują. Publicznie potwierdziła swoje poparcie dla praw osób LGBT+.